# Johan Sisal
Johan Saidi Sisal (district Commewijne, 8 november 1945) is een Surinaams politicus.
In 1965 behaalde hij zijn onderwijzersakte en later de hoofdakte. Vanaf 1972 was hij schoolhoofd bij scholen in onder andere Mariënburg en Tamanredjo. Verder was hij ook actief in de Javaanse partij KTPI waarvan hij in januari 1977 lid werd van hoofdbestuur en ruim een half jaar later werd hij ook de KTPI-secretaris. In december van dat jaar trad het tweede kabinet-Arron aan met twee ministers van de KTPI: Sisal als minister van Landbouw, Veeteelt en Visserij (LVV) en Cornelis Ardjosemito als minister van Sociale Zaken. Na conflicten tussen de KTPI en de rest van de regering stapte ze beide in december 1978 alweer op waarna Sisal weer schoolhoofd werd. In 1991 werd hij te licht bevonden om minister van LVV te worden, maar in 1992 werd hij de minister van Binnenlandse Zaken en in oktober 1993 keerde hij alsnog terug als minister van LVV wat hij tot 1996 zou blijven.